# Bruce Lee Rothschild
Bruce Lee Rothschild (Los Angeles, 26 agosto 1941) è uno scrittore e matematico statunitense, specializzato in matematica combinatoria ed in particolare nell'ambito della teoria di Ramsey.
Nel '67 conseguì il dottorato all'Università di Yale sotto la direzione del matematico norvegese Øystein Ore. Insieme a Ronald Graham ottenne un importante risultato teorico nell'ambito della teoria di Ramsey, dimostrando che il numero di Graham è l'estremo superiore dell'intervallo di soluzione possibili al problema omonimo.
Fra i suoi paper si ricordano quelli firmati con Joel Spencer e Ronald Graham relativamente alla teoria di Ramsey, e la collaborazione con Paul Erdős che gli dedicò il valore unitario del numero omonimo (mentre Lee Rotschild fu uno degli 11.000 scrittori ad ottenere una "distanza collaborativa" pari a 2). 

Inoltre, Lee organizzò alcuni corsi sulla teoria dei giochi all'Università della California, Los Angeles, oltre ad aver contribuito a diffondere l'istruzione matematica nelle scuole.

## Premi e riconoscimenti
Nel 1971 si aggiudicò il Premio Pólya (SIAM) insieme ad altri quattro matematici per le ricerche svolte nell'ambito della Teoria di Ramsay.
Nel 2012, divenne fellow dell'American Mathematical Society.